# Boldog halálnapot! 2.
A Boldog halálnapot! 2. (eredeti cím: Happy Death Day 2U) 2019-es amerikai horror-thriller és romantikus vígjáték, melyet Christopher Landon írt és rendezett. Ez a folytatása a 2017-ben bemutatott Boldog halálnapot! című filmnek. A főszereplők Jessica Rothe, Izrael Broussard, Phi Vu, Suraj Sharma és Ruby Modine.
Az Amerikai Egyesült Államokban 2019. február 13-án mutatták be, míg Magyarországon egy nappal később szinkronizálva, február 14-én az Universal Pictures forgalmazásában.
A film vegyes értékeléseket kapott a kritikusoktól, akik dicsérik Rothe teljesítményét, valamint a film komikusabb hangjára való átállást, bár néhányan ezt az első film származékaként jegyezték fel. A Metacritic oldalán a film értékelése 56% a 100-ból, ami 28 véleményen alapul. A Rotten Tomatoeson a Boldog halálnapot! 2. 66%-os minősítést kapott, 104 értékelés alapján.
A történet szerint Tree átkerül egy párhuzamos univerzumba, ahol ugyanazt a napot ismételten átéli, miközben egy maszkos támadó vadászik rá, hogy megölje újra és újra, és ezúttal a barátai is célpontokká válnak. Ez a világ szinte azonos a saját világával, de sok vonatkozásban eltér, itt például az anyja életben van (a saját világában meghalt). Tree-nek választania kell a két világ között, hogy melyikben szeretne élni.

## Cselekmény
Tree Gelbman váratlanul újra bekerül egy időhurokba, és egyúttal egy párhuzamos univerzumban találja magát. Az időhurkot ezúttal az egyetemen az évfolyamtársai kis csoportja egy gép segítségével (szándékuk ellenére) állították elő.  Amikor Tree felfedezi, hogy az eredeti gyilkost, Lori Spenglert meggyilkolták, Tree-nek szembe kell néznie egy újabb álarcos gyilkossal, hogy megtalálja önmagát és megszabaduljon az időhuroktól egyszer és mindenkorra.
Tree és Carter ebben a világban csak ismerik egymást, de nem járnak együtt. Azonban Tree édesanyja életben van.
Barátjuk, Ryan Phan (Phi Vu), szintén  időhurokba kerül,  de a barátaival sikerül azt a hurkot megszüntetniük. Ezután Tree problémájára koncentrálnak, bár a lánynak előbb el kell döntenie, hogy melyik világban akar élni: abban, ahol az édesanyja korán meghalt, de ők Carterrel együtt jártak, vagy abban, amiben az édesanyja életben van, de Carter közömbös iránta és egy másik lánnyal jár. Samar (Suraj Sharma) és Dre (Sarah Yarkin) közreműködnek benne, hogy a „Sissy” nevű gépükkel (Sisyphus Quantum Cooling Reactor) megszakíttsák az időhurkot, bár az egyetem dékánja ezt igen aktívan többször is próbálja megakadályozni.

## Szereplők
| Szereplő               | Színész          | Magyar hang     |
| ---------------------- | ---------------- | --------------- |
| Theresa "Tree" Gelbman | Jessica Rothe    | Csuha Borbála   |
| Carter Davis           | Israel Broussard | Jéger Zsombor   |
| Ryan Phan              | Phi Vu           | Baradlay Viktor |
| Samar Ghosh            | Suraj Sharma     | Gacsal Ádám     |
| Andrea 'Dre' Morgan    | Sarah Yarkin     | Rudolf Szonja   |
| Lori Spengler          | Ruby Modine      | Kis-Kovács Luca |
| Danielle Bouseman      | Rachel Matthews  | Czető Zsanett   |
| Dean Bronson dékán     | Steve Zissis     | Vida Péter      |

## Folytatás
Ami a harmadik film lehetőségét illeti, Christopher Landon író / rendező kijelentette, hogy "határozottan [van ötlete] egy harmadik filmhez", míg Jason Blum stúdióvezető a gyártáskor elmondta, hogy "[ha] elég ember látja ezt a filmet, mindenképpen szeretnénk egy harmadik filmet készíteni."